# Haliclona informis
Haliclona informis är en svampdjursart som först beskrevs av Schmidt 1868.  Haliclona informis ingår i släktet Haliclona och familjen Chalinidae.
Artens utbredningsområde är Adriatiska havet. Utöver nominatformen finns också underarten H. i. taurica.